# 萨哈贾德普尔
萨哈贾德普尔（Sahajadpur），是印度西孟加拉邦Murshidabad县的一个城镇。总人口15720（2001年）。

## 人口
该地2001年总人口15720人，其中男性7517人，女性8203人；0—6岁人口3183人，其中男1602人，女1581人；识字率44.36%，其中男性为52.52%，女性为36.89%。